# Georg Müller (Bischof, 1766)

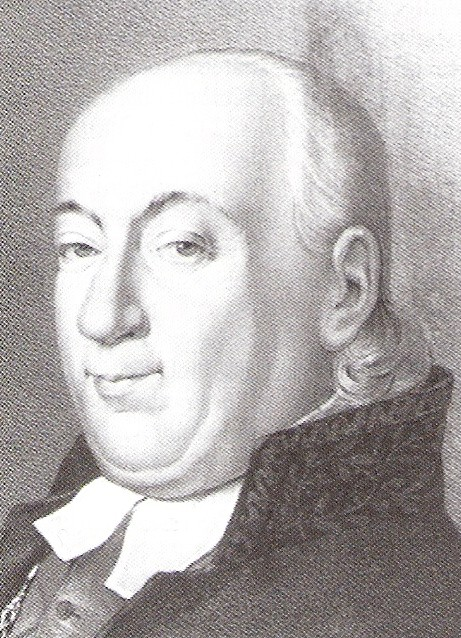
Georg Müller

Georg Emanuel Christian Theodor Müller (* 18. Juli 1766 in Löhnberg; † 10. Dezember 1836 in Wiesbaden) war ein nassauischer Landesbischof und Politiker.
Georg Müller wurde als Sohn des Amtmannes und Amtkellers Friedrich Ludwig Michael Müller (* 26. März 1735 in Weilburg) und seiner Frau Maria Regina geborene Philippi (* 14. März 1740 in Hamm (Sieg)) die er am 17. Oktober 1765 in Gemünden geheiratet hatte, geboren. 1780 bis 1783 besuchte Georg Müller das Gymnasium Philippinum Weilburg. Danach studierte er 1783 bis 1785 an der Universität Gießen und 1785 bis 1786 an der Universität Jena Theologie und legte 1787 das Examen ab. Nach dem Examen arbeitete er 1787 bis 1789 als Vikar in Niedercleen. Danach wirke er am Gymnasium Philippinum Weilburg: 1789 bis 1791 als Collaborator, ab 1791 als Konrektor und ab 1785 als Prorektor.
Im Jahr 1800 wird er zum ersten Pfarrer in Weilburg und Superintendenten der evangelischen Kirchen und Schulen in Nassau-Weilburg ernannt.  Ab 1805 war er zusätzlich Ephorus unter Übernahme der Grafschaft Hachenburg. 1806 bis 1810 ist er Scholarch des Weilburger Gymnasiums.
1810 wird er zum ersten Pfarrer in Wiesbaden und Generalsuperintendent der evangelischen Kirche im Herzogtum Nassau ernannt. Ab 1816 ist er korrespondierendes Mitglied der Landesregierung für geistliche Angelegenheiten und ab 1827 wirkte er für die 1817 gebildete Evangelische Landeskirche in Nassau als Landesbischof mit Sitz in Wiesbaden. Von 1818 bis 1836 war er Mitglied der Deputiertenkammer des Nassauischen Landtags und dort 1832 interimistisch Präsident der Deputiertenkammer. Auch sein Neffe Friedrich Müller war nassauischer Landtagsabgeordneter.
Er wurde 1817 durch die Universität Marburg mit einer Ehrenpromotion zum Dr. h. c. geehrt.